# 安房国の式内社一覧
安房国の式内社一覧（あわのくにのしきないしゃいちらん）は、『延喜式』第9巻・第10巻「神名帳上下」（延喜式神名帳）に記載のある神社、いわゆる「式内社」およびその論社のうち、安房国に分類されている神社の一覧。
また『延喜式』神名帳の編纂当時に存在したが同帳に記載の無い神社、いわゆる「式外社」についても付記する。

## 式内社
『延喜式』神名帳では、大社2座2社（うち名神大社1座1社）・小社4座4社の計6座6社を記載。
1）「神名帳」列は、『延喜式 上巻』（大岡山書店、昭和4年、国立国会図書館デジタルコレクション）等における『延喜式』神名帳の記載を基に作成。社名表記は神社史料集成（5を参照）における字体（異体字がある場合には新字体・通用性の高い字体を使用）を基準とした。読みの「-」部分は、「神社」以外で仮名が振られていない部分。「○座」は座数を表し、一座の場合は記載していない。

2）格の「名神大」は名神大社を、「大」は式内大社（名神大社除く）を、「小」は式内小社を意味する。付記は社名とともに記されているもので、一部は「式内社#式内社の社格」を参照。

3）比定社が複数ある場合、最も有力なものを無冠で示し、他の論社には「（論）」を冠した。

4）本来の式内社とは認めがたいものの、式内社を合祀したなどその後継を主張するもの、その他参考の神社には「（参）」を冠した。

| 神名帳               | 神名帳                       | 神名帳 | 神名帳             | 比定社                   | 比定社                     | 比定社     | 集成 |
| 社名                 | 読み                         | 格     | 付記               | 社名                     | 所在地                     | 備考       | 集成 |
| -------------------- | ---------------------------- | ------ | ------------------ | ------------------------ | -------------------------- | ---------- | ---- |
| 安房郡 2座（並大）   |                              |        |                    |                          |                            |            |      |
| 安房坐神社           | アハノ-                      | 名神大 | 月次新嘗           | 安房神社                 | 千葉県館山市大神宮         | 安房国一宮 |      |
| 后神天比理乃咩命神社 | ミメノ-アメヒリノヒメノ-     | 大     | 元名洲神           | （論）洲崎神社           | 千葉県館山市洲崎           |            |      |
| 后神天比理乃咩命神社 | ミメノ-アメヒリノヒメノ-     | 大     | 元名洲神           | （論）洲宮神社           | 千葉県館山市洲宮           |            |      |
| 朝夷郡 4座（並小）   |                              |        |                    |                          |                            |            |      |
| 天神社               |                              | 小     |                    | 下立松原神社             | 千葉県南房総市白浜町滝口   |            |      |
| 莫越山神社           | ナコシノヤマノ ナコシヤマノ  | 小     |                    | （論）莫越山神社         | 千葉県南房総市宮下         |            |      |
| 莫越山神社           | ナコシノヤマノ ナコシヤマノ  | 小     | （論）莫越山神社   | 千葉県南房総市沓見       |                            |            |      |
| 下立松原神社         | シモタチマツハラノ シモタテ- | 小     |                    | （論）下立松原神社       | 千葉県南房総市白浜町滝口   |            |      |
| 下立松原神社         | シモタチマツハラノ シモタテ- | 小     | （論）下立松原神社 | 千葉県南房総市千倉町牧田 |                            |            |      |
| 高家神社             | タカイヘノ                   | 小     |                    | 高家神社                 | 千葉県南房総市千倉町南朝夷 |            |      |

## 式外社
『延喜式』神名帳の編纂当時に存在したが、同帳に記載の無い神社。